# برایان کرانیچ
برایان کرانیچ، (به انگلیسی: Brian Krzanich) (زاده ۵ مه ۱۹۶۰) کارآفرین، شیمی‌دان و مدیر ارشد اجرایی آمریکایی است. وی مدیر عامل اجرایی سابق شرکت اینتل نیز بوده.